# Ubuntu Studio
Ubuntu Studio — дистрибутив Linux, основанный на Ubuntu, использует в качестве графической среды XFCE (KDE Plasma с версии 20.10) и приложения на GTK+.
Первый официальный релиз — Ubuntu Studio 7.04, вопреки нумерации дистрибутивов Ubuntu (Год.месяц), выпущен не в апреле, а в мае 2007 года.
Разработка группы MOTU (Mark of the Unicorn). Цель проекта — быстрое развёртывание готовой к использованию фото-, видео-, аудиостудии с минимальными затратами средств и максимальным комфортом.

## Варианты установки
В отличие от других дистрибутивов Ubuntu, установка Ubuntu Studio основана не на Live-CD инсталляторах (версия 12.04 уже использует Live-DVD), а использует консольную программу. Кроме того, дистрибутив оказался слишком большим, чтобы поместиться на 700-мегабайтный компакт-диск, поэтому обычно устанавливается с DVD.
Установка Ubuntu Studio существует в 2 вариантах:
- Образ установочного DVD для скачивания;
- Пакет для установки на другие дистрибутивы основанные на Ubuntu.

## Список программного обеспечения
В состав Ubuntu Studio входят следующие программы:

### Аудио
- Ardour — мощный редактор аудиозаписи и сведения
- Audacity — свободный многоплатформенный редактор звуковых файлов, ориентированный на работу с несколькими дорожками
- Hydrogen[англ.] — драм машина
- JACK— звуковой сервер-демон, позволяющий с низкой задержкой соединять между собой так называемые «джэкифицированные» приложения
- JAMin — инструмент мастеринга
- LilyPond — свободный нотный редактор
- Mixxx — программа для миксования музыки
- MusE[англ.] — MIDI/Audio синтезатор, использующий JACK и ALSA
- Rosegarden — свободный MIDI-секвенсор, нотный редактор для Linux, использующий ALSA, JACK и KDE, программа для создания и редактирования музыки наподобие Apple Logic Pro, Cakewalk Sonar и Steinberg Cubase.
- TiMidity++ — программный midi-синтезатор
- Wired

### Видео
- CinePaint — программа для раскраски и ретуширования видео-кадров с использованием менеджера кадров и «слоёв луковицы».
- PiTiVi — нелинейный редактор видео, базирующийся на фреймворке GStreamer
- Kino — нелинейный редактор Digital Video (DV)
- Stopmotion — программа для покадрового создания видео
- Медиапроигрыватель VLC — свободный проигрыватель, после релиза 7.04 был удалён[10].

### Графика
- Agave — приложение для GNOME, которое создаёт цветовую схему из одного начального цвета
- Blender — пакет для создания трёхмерной компьютерной графики, включающий в себя средства моделирования, анимации, рендеринга, постобработки видео, а также создания интерактивных игр
- Enblend — инструмент для склейки изображений
- FontForge — редактор шрифтов
- The GIMP — растровый графический редактор
- Inkscape — векторный графический редактор
- Scribus — приложение для визуальной вёрстки документов,
- Synfig — программа для создания двумерной векторной анимации
- Krita — растровый графический редактор